# Die Juweleninsel
Die Juweleninsel gehört zum Frühwerk Karl Mays und ist der zweite Teil eines Doppelromans (Scepter und Hammer / Die Juweleninsel), der von August 1880 bis Mai 1882 in der Zeitschrift Für alle Welt! erstmals veröffentlicht wurde.
Der Vorgängerroman war abgeschlossen und zu der Fortsetzung wurde May offenbar von der Redaktion der Zeitschrift gedrängt. Da er ab Ende 1880 mit dem Orientzyklus begann, wurde Die Juweleninsel nur sehr zögerlich beendet, was dem Verlag flüchtende Abonnenten und der Geschäftsleitung schlechte Laune einbrachte.

## Inhalt
Noch in bedeutend größerem Ausmaß als beim ersten Teil (Scepter und Hammer) gilt hier, dass die Handlung wegen der vielen Verwicklungen kaum nacherzählt werden kann. Die Geschichte beginnt im fiktiven Staat Norland und breitet sich von daher über die ganze Welt aus. Nur die namengebende „Juweleninsel“ fristet ein Mauerblümchendasein in der Geschichte. Im Zentrum stehen äußerst verwickelte bösartige Intrigen des Prinzen Hugo von Süderland.
1. Kapitel. Im Seebade (online)
2. Kapitel. Himmel und Hölle (online)
3. Kapitel. Im Zuchthaus (online)
4. Kapitel. Der Schatz der Begum (online)
5. Kapitel. Nach der Juweleninsel (online)
6. Kapitel. Der Seekadett (online)
7. Kapitel. Der Bowie-Pater (online: Teil 1, Teil 2)
8. Kapitel. fehlt
9. Kapitel. Ein Bräutigam
10. Kapitel.

Ein Kapitel 8 wurde tatsächlich nie veröffentlicht. Es ist nicht rekonstruierbar, ob dies ein Versehen Mays ist oder des Setzers; es ist auch vorstellbar, dass ein Teil des Manuskripts auf dem Postweg verloren ging und das ein Grund dafür ist, dass Karl May – durch seine Arbeiten für den Deutschen Hausschatz ohnehin überarbeitet – die Handlungsfäden einfach nicht nochmal neu knüpfen konnte und die Konzeption – so vorhanden – damit gänzlich zusammenbrach.
Christoph F. Lorenz urteilt:
„Dabei hätte er [May] aus der Juweleninsel vielleicht ein erzählerisches Meisterstück machen können, denn die äußere Anlage des Romans ist klug durchdacht und bis zur Hälfte sogar besser strukturiert als die von Scepter und Hammer. Auf die Haupthandlung um Kurt und den ‚tollen Prinzen‘ (Kapitel 1-3) folgt der Abstecher nach Indien (Kapitel 4-5), der genau in der Romanmitte mit der Zäsur abbricht, als Maletti und die Begum auf der öden Juweleninsel stranden. Mit Kapitel 6 werden die Erzählstränge der ersten drei Kapitel fortgesetzt und geschickt zusammengeführt: Kurt, jetzt ein junger Seekadett, kommt den Machenschaften des Prinzen und den Geheimnissen von Burg Himmelstein auf die Spur.
Spätestens mit der Amerika-Geschichte in Kapitel 7 aber beginnt der erzählerische Niedergang der Juweleninsel. Die Handlung wird flüchtiger, besonders die in San Francisco spielenden Teile sind voller Widersprüchlichkeiten. Die Gestalt des ‚Bowie-Paters‘ alias Miss Ella wirkt unglaubwürdig und gebrochen. Bei der Begegnung von Ella und ihren beiden Begleitern mit den frischgebackenen Schatzbesitzern Karavey und Balduin Schubert verschenkte May die Chance, doch noch ein echtes ‚Juweleninsel‘-Kapitel zu schaffen; denn alles Wissenswerte wird eben nur als knapper Bericht zusammengefasst. Merkwürdigerweise fehlt Kapitel 8 ganz, die Kapitel 9 und 10 bringen den Abschluss aller Handlungsstränge, aber in zum Teil mehr als unbefriedigender Form: Das Gelübde des Bowie-Paters alias Ella, die Indianer vor die Alternative Taufe oder Tod zu stellen, wird nirgends motiviert, obwohl May dies aus der Vorgeschichte spielend hätte tun können. Genauso ungeklärt bleibt es, warum sie zwar nach eigenem Geständnis genau wusste, in welchem Verlies Theodor von Walmy auf Burg Himmelstein eingekerkert war, dennoch aber nichts unternommen hat, um den Gefangenen schon früher, bevor sie nach Amerika ging, zu befreien. Der ‚tolle Prinz‘ wird trotz seiner Untaten im 9. Kapitel mit allen Ehren vom General von Helbig empfangen, der ihn bereits zu Beginn des Romanes einen Ehrlosen genannt hat.“

### 1. Kapitel. Im Seebade
Kurt Schuberts Boot wird von Prinz Hugo von Süderland gerammt, wobei Magda über Bord geht. Kurt springt nach und rettet sie. Er übergibt sie und ihre Tanten einem Nachbarn und fährt dem „Schurken“ nach. Er bringt sich gezielt „in eine Situation [...], die es ihm unmöglich machte, zu stoppen oder einen andern Kurs zu legen.“ Natürlich muss der „tolle Prinz“ ausweichen, was erwartungsgemäß zu spät passiert. Kurt versenkt dessen Boot und lässt Hugo auf den Klippen zurück, jedoch so, dass ihm von Rechts wegen niemand einen Vorwurf machen kann.
Magdas Vater, General Emil von Helbig, begibt sich nach der Rückkehr seiner Schwestern und Magdas sofort zum Strand, verspricht dem Prinzen eine Anzeige und befreit Kurt aus den Händen seines dem Alkohol ergebenen, brutalen Stiefrabenvaters [sic!]. Letzteren übergibt er der Polizei, Kurt nimmt er gleich mit und auch dessen Mutter und Stiefschwestern sollen im Schloss unterkommen.

### 2. Kapitel. Himmel und Hölle
Hugo, dem seine Strafe nach einem Gnadengesuch erlassen wurde, lernt in der Höllenmühle, unterhalb seines Schlosses Himmelstein, die Müllerstochter Anna Uhlig kennen und verlangt einen Kuss von ihr, den sie ihm verweigert. Er wird zudringlich und von ihrem Vater verjagt.
In seinem Schloss nähert Hugo sich der von ihm gefangengehaltenen Toska von Mylungen, die er unter falschem Eheversprechen in seine Falle gelockt hat, was dieser aber jetzt erst klar wird. Da sie ihn nun aber abweist, sucht er nach einer Zelle für sie – die im Schloss verfügbaren hat er bereits alle gefüllt. Aus dem folgenden Gespräch mit seinem Schlossvogt geht außerdem hervor, dass die Patres und Nonnen der beiden Klöster nahe dem Schloss sich nicht in Keuschheit üben. Toska wird mit Lügen von der Frau des Vogtes in das Nonnenkloster gelockt.

### 3. Kapitel. Im Zuchthaus
Prinz von Raumburg flieht mit Hilfe von Hugo aus dem Zuchthaus und nimmt den ehemaligen Direktor der Irrenanstalt und dessen Oberarzt mit. Sie begeben sich Richtung Süderland und wollen auf Schloss Helbigsdorf übernachten, wo sie von Magda, Thomas Hartig und Zarba erkannt und von Kurt gefangen genommen werden.

### 4. Kapitel. Der Schatz der Begum
Rückblick, vor vielen Jahren in Indien:
Eine englische Militärdelegation kommt nach Augh, vorgeblich um über Handelsfragen zu verhandeln, tatsächlich aber, um ein Platzen der Verhandlungen zu erzwingen und damit wenigstens scheinbar einen anderen Kriegsgrund zu haben als Raubgier.
Alphons Maletti, Freund des Maharaja Madpur Singh, ist bei dieser Delegation. Weil er nicht bereit ist, sein Wort zu brechen und seinen Freund an seine Vorgesetzten zu verraten, soll er bestraft werden. Er erklärt, unter diesen Umständen nicht mehr dienen zu können und daher seinen Abschied zu nehmen, was ihm verweigert wird. Dennoch geht er zu seinem Freund, der ihn zum Kriegsminister macht. Bei der Rettung von des Maharajas Gattin Aimala und Schwester Begum Rabbadah von einem Bären verwundet liegt er fünf Tage im Schlaf, ehe er erfährt, dass die Engländer bereits angreifen. In seiner Abwesenheit wird die Hauptstadt von vermeintlichen Verbündeten, die von den Engländern aufgehetzt wurden, angegriffen und niedergebrannt. Maletti kann nur noch die Begum retten.

### 5. Kapitel. Nach der Juweleninsel
Die königstreue Mördersekte der Thugs verbrennt die Leichen des Königspaars zusammen mit denen der gefangenen und hingerichteten Engländer sowie zwei Lebenden, des Sultan von Symoore und des Rajah von Kamooh, die Augh angegriffen hatten und von den Tughs aus der Mitte ihrer Leute geholt wurden. Von den Tughs erhält die Begum auch den Staatsschatz und ein sicheres Schiff nach Kalkutta, von wo sie zu den Holländern weiter fliehen soll.
Doch auch Lidrah, früher in englischem Dienst und davor Vertrauter eines von den Engländern gekauften Ministers, ist mit seinem Bruder hinter dem Schatz her. Die beiden belauschen die Sekte und lancieren sich an Bord, von wo sie sogar auf den Großsegler mitgenommen werden. Vor einer Insel ermorden sie die Besatzung, nur der Kapitän kann wenigstens noch um Hilfe rufen, wodurch Maletti gewarnt wird. Der tötet die beiden Mörder, doch da läuft das Schiff auch schon an der Insel auf Grund. Mit der Geliebten ist er allein auf einer Insel, die nirgendwo verzeichnet ist.
Damit endet der Rückblick.

### 6. Kapitel. Der Seekadett
Kurt, inzwischen Seekadett, kommt nach drei Jahren mit seinem Freund Graf Karl von Mylungen, dem jüngeren Bruder von Toska, auf Urlaub. Nach kurzer Zeit wandert er allein aus dem protestantischen Norland ins katholische Süderland, er will zur Höllenmühle, um sich von dort aus die Wallfahrt anzuschauen. Er erfährt, dass Anna, die Braut seines ehemaligen Lehrers, plötzlich „spurlos verschwunden“ ist. Eine erste Entführung scheiterte an ihrem Vater, dem die Entführer mit der Geraubten nachts begegneten, bei einer zweiten konnte sie sich selbst befreien und die Verbrecher in die Flucht schlagen, beim dritten Versuch wurde sie nachts vor die Tür gelockt und war verschwunden, ehe jemand Verdacht schöpfte.
Bei einem nächtlichen Spaziergang sieht Kurt Anna, die um Hilfe bittet, und beobachtet zwei Mönche beim „Bestatten“ eines Neugeborenen einer Nonne, wobei er auch auf die Spur Toskas kommt, ohne jedoch zu wissen, von wem die Rede ist, noch wen er vorher gesehen hat. In der nächsten Nacht wird Anna befreit.

### 7. Kapitel. Der Bowie-Pater
Wilder Westen: Bill Holmers und Fred jagen im Rio-Pecos-Gebiet. Als sie zu ihren Gefährten zurückkehren, finden sie nur skalpierte Leichen. Zu Fuß folgen sie den Komanchen, um ihnen wenigstens ihre Pferde und Nuggets wieder abzunehmen. Rimatta überrascht sie und fängt ihnen Mustangs. Eine große Flussschleife kürzt er ab und die drei treffen auf den Bowie-Pater mit elf Kameraden. Diese Gruppe ist ebenfalls hinter den Komanchen her. Gemeinsam bezwingen sie den Gegner, wobei vor allem Freds Henrystutzen zum Einsatz kommt.
Gold und Pferde hatten die Komanchen einer kleinen Gruppe zum Heimtransport übergeben; man folgt diesen und nimmt die neben zwei Entkommenen einzigen Überlebenden, zwei Häuptlingssöhne, mit. Abends am Lagerfeuer nötigt der Bowie-Pater Fred, sich als Friedrich von Walmy zu erkennen zu geben und zu berichten, dass er seinen Bruder Theodor sucht. Dieser hatte sich in die Kunstreiterin Ella verliebt, die er heiraten wollte. Einerseits war die Familie gegen die Ehe mit einer Bürgerlichen, andererseits kam ihm Hugo in die Quere, der bei Ella mehr Erfolg zu haben schien, was beinahe zu einem Duell geführt hätte. Doch dann war Theodor verschwunden und schließlich kam ein Brief von ihm: er sei in Amerika und kehre nie mehr heim. Der Pater weist Fred nach, dass der Brief gefälscht und vom Diener Theodors geschrieben worden war.
Diesen finden sie bei den Komanchen, von wo er nach San Francisco flieht, wo er wegen anderer Verbrechen erschossen wird.
Immerhin haben Fred und Bill das Gold wieder und treffen auch noch auf Balduin Schubert und Karavey. Mit dem Bowie-Pater zusammen segeln sie heim, nachdem sie die „Juweleninsel“ angesteuert haben, auf der Karavey einst ausgesetzt worden war. Sie liegt „im Busen von Bengalen, zwischen Ceylon und Sumatra. Die Insel ist sehr klein, und könnte zu den Nikobaren gerechnet werden.“ Karavey hatte dort die Leichen von Rabbadah und Maletti sowie Malettis Tagebuch und diesem folgend auch den Schatz der Begum gefunden.

### 9. Kapitel. Ein Bräutigam
Zehn Jahre nachdem Kurt Hugos Boot versenkt hat, auf Schloss Helbigsdorf: Ein süderländischer Nachbar, Freund Hugos, führt diesen beim General ein. Hugo tritt – wie nicht anders zu erwarten – Magda zu nahe, kassiert von ihr eine Ohrfeige und wird dann von Kurt abgefertigt. Auf seinem Heimweg findet er den aus dem Zuchthaus entlassenen Hartig. Er erfährt, dass die drei eingefangenen Ausbrecher sich einem längeren Strafvollzug durch Selbstmord entzogen haben.
Unterdessen sind Fred, Bill, Karavey und Balduin im Schloss angelangt und Kurt lernt endlich seinen Vater und Balduin seinen Sohn kennen.
Hartig will seine Frau sprechen, die ihn aber abweist. Er will sie zwingen und wird folglich von Kunz, dem Diener des Generals, hinausgeworfen. Hugo nimmt ihn in Dienst und beauftragt ihn, das Schloss abzubrennen und ihm bei der Entführung Magdas zu helfen.
Die Verbrechen gelingen, doch trifft der Pater auf dem Weg zum Schloss auf den Prinzen und den Zuchthäusler, die Magda tragen. Hartig will sich wehren, wobei er sich ein Auge ausschießt, was zu seinem baldigen Tod führt. Der blaublütige „Mordbrenner“ entkommt mit Magda, wird aber verfolgt: der Pater und Bill nehmen die Spur auf, Kurt und Fred gehen nach Himmelstein und Karavey und Balduin kontrollieren die Fußwege. Dazu bitten sie Zarba und Tirban um Hilfe. Doch Hugo erschießt Zarba, die zuvor Karavey noch den geheimen Zugang zu Hugos Schloss mitteilen kann.

### 10. Kapitel.
Der Prinz lässt von Franz Geißler, der Kurt zum Verwechseln ähnlich sieht, einen Mord begehen, den er Kurt anlastet. Dieser kann Franz belauschen und dann fassen. Man beschließt, die Untersuchung durch die unzuverlässige Justiz nicht erst abzuwarten, sondern gleich in das Schloss einzudringen, wobei sich der Pater als Miss Ella entpuppt. Der Prinz wird gerade noch rechtzeitig bei Magda überrascht, kann fliehen und wird auf der Flucht von Ella von der Schlossmauer gestürzt. Dann werden auch Toska und Theodor befreit.
Am Morgen erfährt man, dass der Hauptverbrecher doch nicht tot ist: ein Baum stoppte seinen Sturz. Vergeblich hatte er die Nacht über um Hilfe gerufen und war erst morgens entdeckt und geborgen worden. Er ist sofort abgereist und ward nie wieder gesehen.
Nach zwei Jahren ist Schloss Helbigsdorf wieder aufgebaut. Zur Einweihungsfeier kommt auch König Max. An der Festtafel bekommen Karavey und Balduin ihren Abschied mit Beförderung zum Lieutenant und zum Kapitän, auch Kurt wird Kapitän. Dann folgen die Verlobungen von Kurt mit Magda, Theodor mit Toska und Bill mit Ella.

## Bearbeitung des Romans durch Franz Kandolf
Christoph F. Lorenz beschreibt die Bearbeitung durch Franz Kandolf so:
„Kandolfs erste Ideen wurden später erfolgreich umgesetzt: Seine Fassung der Juweleninsel ersetzt den im Zuchthaus eingesperrten jungen Herzog von Raumburg (junior) durch Natter, der nach der misslungenen Flucht aus der Haftanstalt an eine auswärtige Macht ausgeliefert wird. Er entkommt erneut aus der berüchtigten Strafkolonie auf der ‚Viperinsel‘, stößt mit einem malaiischen Freund auf ein Boot mit einem toten Mann und findet in diesem Boot das ‚Tagebuch des Verschollenen‘. Dieses Tagebuch wiederum ist nichts anderes als die von Kandolf sorgfältig redigierte Indien-Episode (4. und 5. Kapitel) der Ur-Juweleninsel. Der Korse Alphons Maletti wurde dazu in Hugo von Gollwitz verwandelt, den Bruder von Friedrich und Theodor von Gollwitz (in der Urfassung ‚von Walmy‘). Durch diesen genialen Schachzug wurde die Verbindung der Indien-Episode zum Rest der Handlung hergestellt; auch die Auffindung des Schatzes durch die Seeleute Karavey und Schubert (in der Bearbeitung Kommodore Falkenau und Steuermann Schubert) wird jetzt besser motiviert. In Band 46 der Gesammelten Werke geraten Natter und sein verbrecherischer Freund in die Gewalt des Schiffes ‚Tiger‘ unter dem Kommando Falkenaus, wobei auch das Tagebuch von Gollwitz entdeckt wird. Obwohl Natter und der Malaie zunächst entkommen, gelingt es dann unter Mithilfe von Friedrich von Gollwitz und seines Freundes Bill, die Verbrecher zu überwältigen und den Schatz des Maharadscha sicherzustellen.
Um die Verwandlung des ungeordneten Handlungschaos in einen logischen und sinnvollen Ablauf zu bewirken, hat Kandolf nur relativ wenig einschneidende Veränderungen vornehmen müssen. Die Rahmenteile, die aus der Indien-Episode Das Tagebuch des Verschollenen machen, wurden neu gestaltet und drei Kapitel (4. Ein seltsamer Fund, 7. Der Tiger und 11. Der Schatz des Maharadscha) neu geschrieben. Ansonsten sind Kandolfs Veränderungen am Urtext der Juweleninsel durchaus maßvoll. Sie betreffen zum einen die Änderung einzelner Namen, so heißt der brutale Schiffer nun Hartmann statt Hartig, Kurt Schubert wurde – sicher aus dem Grund, weil auch der jugendliche Held des Waldröschens auf den schönen Namen Kurt hört – zu einem Gerd, den 'tollen Prinzen' verwandelte Kandolf in einen 'tollen Grafen' und aus der Familie von Walmy wurden die von Gollwitz. Gänzlich fortgelassen hat Kandolf die Nebenhandlung um das Mönchs- und Nonnenkloster, durchaus zu Recht, denn zum einen ist sie nur ein schwacher Abklatsch der antiklerikalen Tendenzen der englischen Gothic Novel um 1790 und der deutschen Räuber- und Ritterromane der Goethezeit und des frühen 19. Jahrhunderts. Zum andern wirkt besonders die Schilderung des Kirchhofs recht degoutant, auf dem die Gebeine der Früchte aus den unerlaubten Verbindungen der zum Zölibat verpflichteten Ordensleute ruhen.
Ansonsten hat Kandolf den größten Teil des Romans unverändert gelassen, die ersten drei Kapitel der Radebeuler und heutigen Bamberger Ausgabe entsprechen der Urfassung. Das vierte wurde neu geschrieben, um die Auffindung des Tagebuchs des Verschollenen zu motivieren und um den indischen Schauplatz mit der Haupthandlung zu verbinden. Die beiden folgenden sind vorsichtig modifizierte Fassungen des früheren vierten und fünften. Für das jetzige Kapitel 7 schrieb Kandolf die zweite Hälfte neu, wodurch eine glückliche Verbindung zur Amerika-Episode erreicht wurde. Schließlich gelang ihm auch die Rettung dieses Teils, indem er durch geschickte Kürzungen und neue Übergänge die zahlreichen inneren Widersprüche eliminierte. Dass dabei die seltsame Gestalt des ‚Bowie-Paters‘ verschwinden würde, stand nicht von Anfang an fest. Zwar hatte Franz Kandolf schon in den ersten Briefen an Dr. Schmid angeregt, diese Figur hinauszustreichen, doch wehrte sich der Verleger dagegen zunächst recht heftig. Letztlich ließ er sich aber doch überzeugen, durchaus zum Vorteil für das Buch, denn der Bowie-Pater lässt sich zwar psychologisch interpretieren als versteckte Abrechnung Mays mit den ihm unheimlichen Seiten seiner Frau Emma, aber für den Handlungsverlauf der Juweleninsel ist er doch entbehrlich. Das neu verfasste Kapitel 11 schildert auf überzeugende Weise die Auffindung des Schatzes, wobei Kandolf die Variante einführte, dass auf Grund eines Erdbebens die Schatzinsel versinkt und den Helden nur ein – immer noch ausreichendes – Drittel des sagenhaften Schatzes bleibt. Die Schlusskapitel 12 bis 15 wurden aus Teilen des sechsten, neunten und zehnten der Juweleninsel von 1880/82 so gestaltet, dass der Urtext zwar in seiner Substanz erhalten blieb, die zahllosen Schwächen aber verschwanden.
Am Ende gelang Franz Kandolf das Kunststück, aus der weitgehend missglückten Ur-Juweleninsel einen sinnvollen, in sich kohärenten Roman zu gestalten, der die Leser überzeugte und zweifellos auch Karl May wesentlich mehr befriedigt hätte als das aus nicht mehr genau zu klärenden Gründen so wenig gelungene ‚Original‘.“
Franz Kandolf hielt übrigens Die Juweleninsel für den besseren Teil des Doppelromans.

## Hauptthema: Unterhöhlung staatlicher Ordnung
Auch in der Juweleninsel spiegelt May, wenn auch in noch deutlicher kolportagehaft verzerrter Manier, die Unterhöhlung staatlicher Ordnung mit der Schilderung eines Bereichs, in dem trotz besonderer Verbundenheit mit Staat und Kirche blanke Willkür herrscht: des Schlosses des königlichen Prinzen Hugo von Süderland und der Klöster von Himmelstein. Volker Klotz hat diesen Aspekt bereits 1979, wenn auch im Kontext der antiklerikalen Tendenz des Romans, angesprochen:
„Nicht nur das heimtückisch mörderische Treiben der Jesuiten; auch die sexuellen Orgien, die Leib- und Seelefolterungen in den Mönchs- und Nonnenklöstern, die miteinander und mit dem üblen weltlichen Machtträger buchstäblich unter einer Decke stecken: verbunden durch die kommunizierenden Röhren eines unterirdischen Gangsystems mit dem Schloß des tollen Prinzen. May hat also keineswegs bloß ins kulturkämpferische Horn der offiziellen Jesuitenhatz geblasen. Er hat an die fragwürdige Verbindung von Thron und Altar gerührt.“
May spiegelt Deutschland in seinem Doppelroman in einem utopischen Raum, in dem die für sein Weltbild bedeutsame staatliche Ordnung durch den willkürlichen Umgang staatlicher, staatsnaher und kirchlicher „Instanzen“ mit unschuldigen Menschen unterminiert ist. May hadert in Scepter/Juweleninsel nicht nur mit Gott und König, sondern rüttelt auch an der dritten Säule seines Weltbilds: dem Vaterland.

## Buchausgaben
Dieser Roman (und auch der Vorgänger Scepter und Hammer) wurde zu Mays Lebzeiten nicht wieder veröffentlicht. Auch während der Prozesse wurde dieser Doppelroman nie erwähnt.
In die Gesammelten Werke des KMV wurde der Roman – bearbeitet – als Band 46 Die Juweleninsel aufgenommen. Dabei wurden nicht nur einige Namen ausgetauscht, sondern Nebenhandlungen fortgelassen und Kapitel neu gefasst (siehe oben die Bearbeitungen durch Franz Kandolf).
In den Band 84 der Gesammelten Werke, Der Bowie-Pater, wurde 2003 das siebte Kapitel des Mayschen Originaltextes als titelgebende Erzählung aufgenommen.
Aktuelle Ausgaben finden sich in der Bücherdatenbank des Freundeskreis Karl May Leipzig.

## Hörspiel
Kurt Vethake produzierte ein Hörspiel „Die Juweleninsel“, die den in Indien spielenden Teil („Der Schatz der Begum“) umsetzt. Dabei orientierte er sich an der Bearbeitung des Karl-May-Verlages, wodurch einige geänderte Namen übernommen wurden.

## Beurteilungen
Karl Mays erster Doppelroman Scepter und Hammer / Die Juweleninsel wird zu seinen weniger gelungenen Arbeiten gerechnet. Neben der bizarren und äußerst unwahrscheinlichen Handlung ist es der ideologische Gehalt des Werkes, der in der Sekundärliteratur mit Erstaunen, ja teilweise sogar mit Befremden, registriert wird:
- Volker Klotz spricht von einem geradezu zornigen Antiklerikalismus und stellt fest, dass Scepter/Juweleninsel neben dem Verlornen Sohn der Roman Mays sei, der am entschiedensten auf heikle gesellschaftliche Missstände eingehe.[27]

- Die in der Juweleninsel dargestellten sexuellen und verbrecherischen Umtriebe hinter den Mauern der Klöster von Himmelstein sind für Christoph F. Lorenz auch für das Genre der Kolportage starker Tobak.[28]

- Hermann Wohlgschaft überrascht die krasse Überzeichnung, der antikatholische Affekt der antiklerikalen Passagen. Die Darstellung des möglichen Missbrauchs geistlicher Gewalt in Scepter/Juweleninsel sei, anders als die Behandlung des Themas im Spätwerk, zu grobschlächtig, zu ungerecht und in dieser Form natürlich nicht diskutabel. Bei einer diffusen Frömmigkeit träten der Humanitätsgedanke, das Nein zur Gewalt, die versöhnende Liebe, die Mays Schriften doch prägen, weitgehend zurück. Der von May angeschlagene Ton sei stellenweise ironisch, ja geradezu frivol.[29]